# Nyctiophylax endrusseiti
Nyctiophylax endrusseiti là một loài Trichoptera hóa thạch trong họ Polycentropodidae.